# Botanophila peltophora
Botanophila peltophora este o specie de muște din genul Botanophila, familia Anthomyiidae, descrisă de Li, Cui și Fan în anul 1993.
Este endemică în Henan. Conform Catalogue of Life specia Botanophila peltophora nu are subspecii cunoscute.